# Il club dei libertini
Il club dei libertini (The Best House in London) è un film britannico del 1969 diretto da Philip Saville.